# Гертсборо (Алабама)
Гертсборо (англ. Hurtsboro) — місто (англ. town) в США, в окрузі Расселл штату Алабама. Населення — 349 осіб (2020).

## Географія
Гертсборо розташоване за координатами 32°14′24″ пн. ш. 85°24′53″ зх. д. / 32.24000° пн. ш. 85.41472° зх. д. (32.240090, -85.414670).  За даними Бюро перепису населення США в 2010 році місто мало площу 2,67 км², уся площа — суходіл.

## Демографія
Згідно з переписом 2010 року, у місті мешкали 553 особи в 251 домогосподарстві у складі 145 родин. Густота населення становила 207 осіб/км².  Було 316 помешкань (118/км²).
Расовий склад населення:
| - 69,6 % — чорних або афроамериканців - 29,1 % — білих - 0,5 % — корінних американців |

До двох чи більше рас належало 0,2 %. Частка іспаномовних становила 2,2 % від усіх жителів.
За віковим діапазоном населення розподілялося таким чином: 21,7 % — особи молодші 18 років, 59,7 % — особи у віці 18—64 років, 18,6 % — особи у віці 65 років та старші. Медіана віку мешканця становила 45,4 року. На 100 осіб жіночої статі у місті припадало 92,0 чоловіків;  на 100 жінок у віці від 18 років та старших — 84,3 чоловіків також старших 18 років.
Середній дохід на одне домашнє господарство  становив 33 779 доларів США (медіана — 19 732), а середній дохід на одну сім'ю — 40 128 доларів (медіана — 31 071). За межею бідності перебувало 46,0 % осіб, у тому числі 61,8 % дітей у віці до 18 років та 38,2 % осіб у віці 65 років та старших.
Цивільне працевлаштоване населення становило 116 осіб. Основні галузі зайнятості: освіта, охорона здоров'я та соціальна допомога — 33,6 %, мистецтво, розваги та відпочинок — 15,5 %, сільське господарство, лісництво, риболовля — 12,9 %.

## Галерея

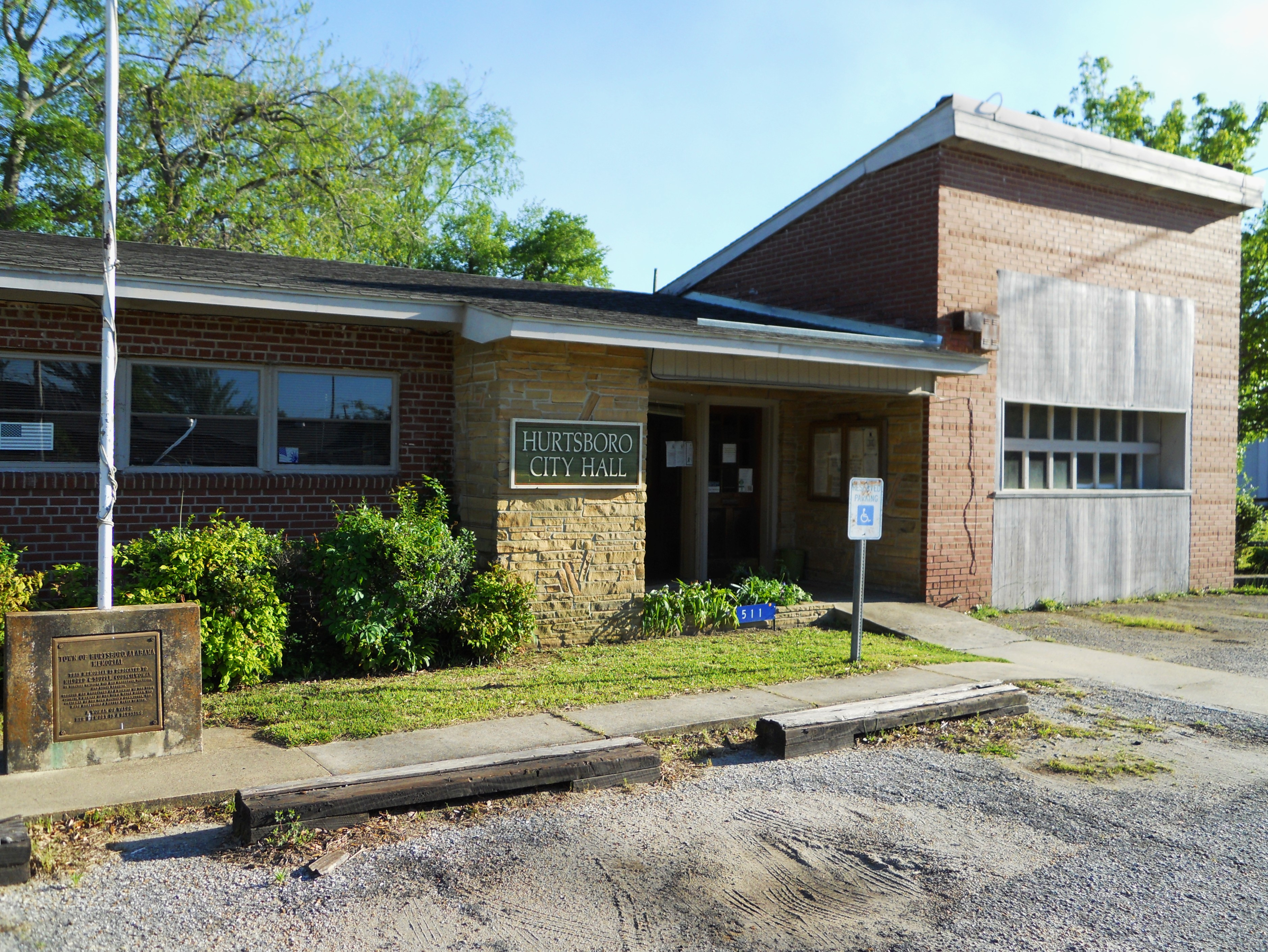
Мерія
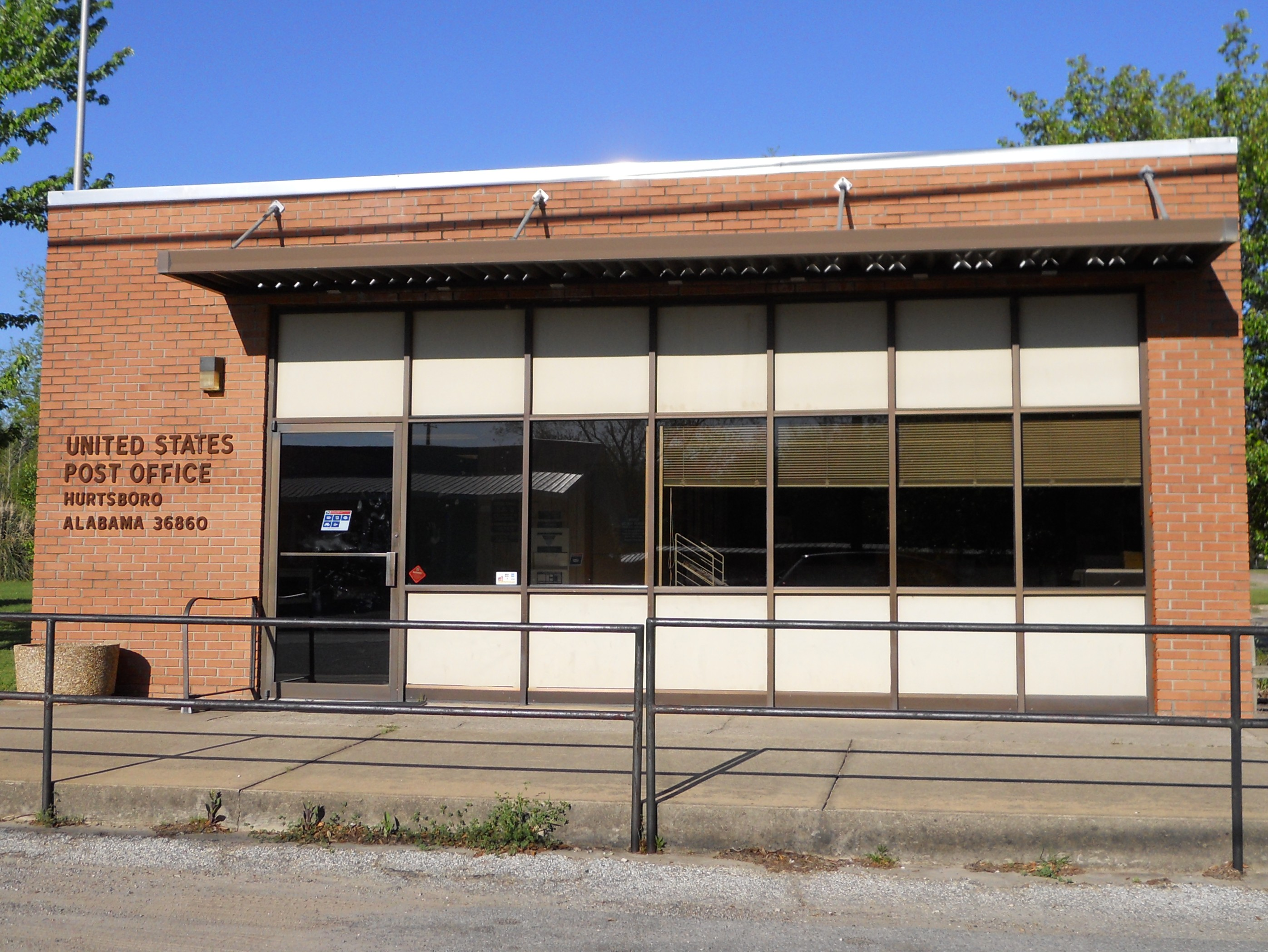
Поштове відділення
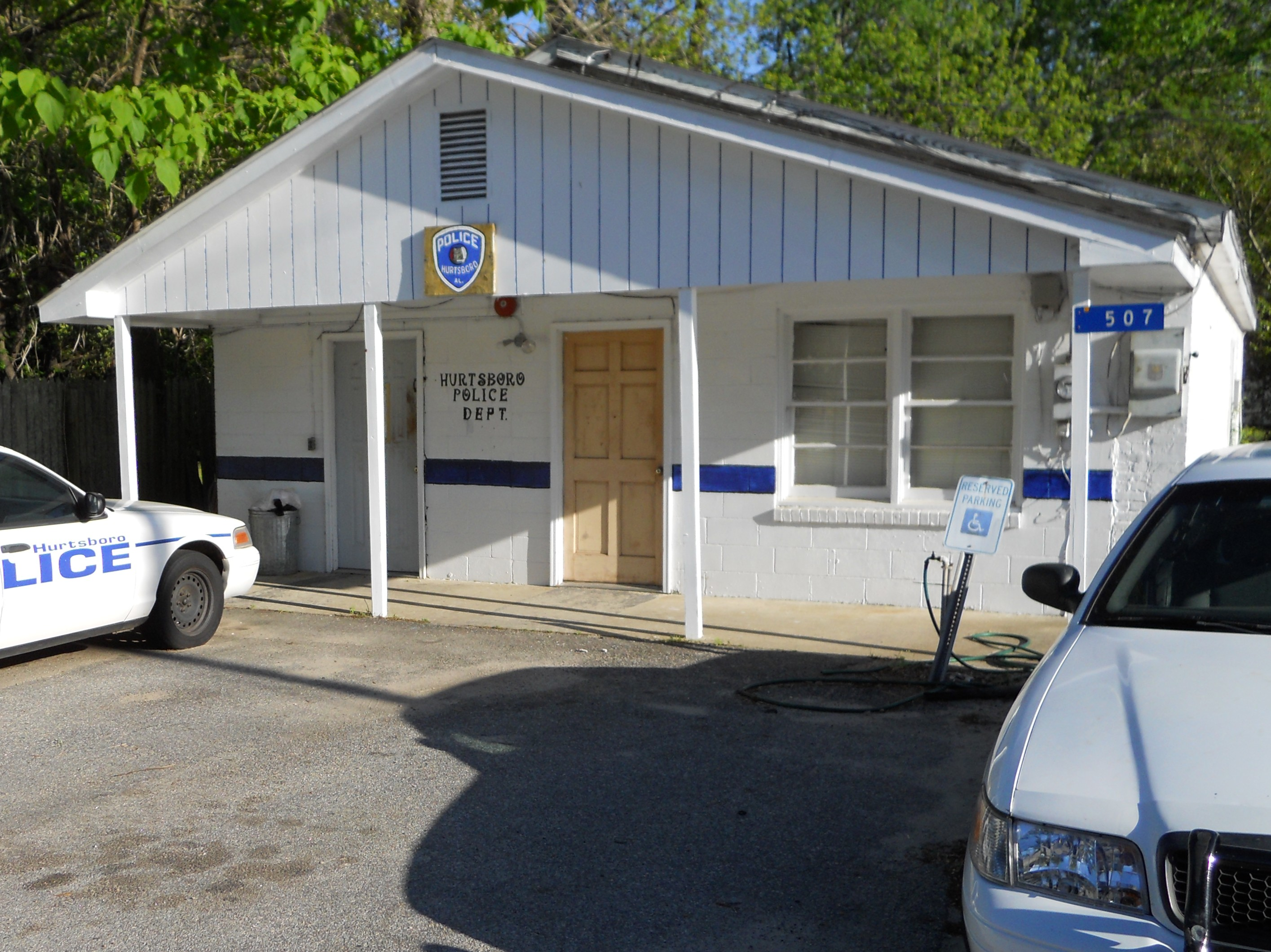
Поліцейський відділок
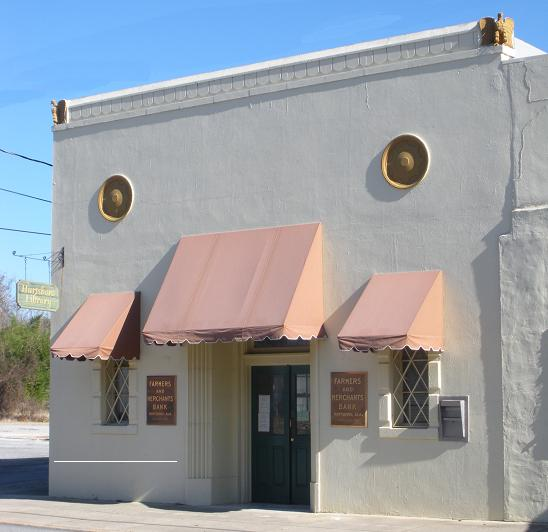
Бібліотека
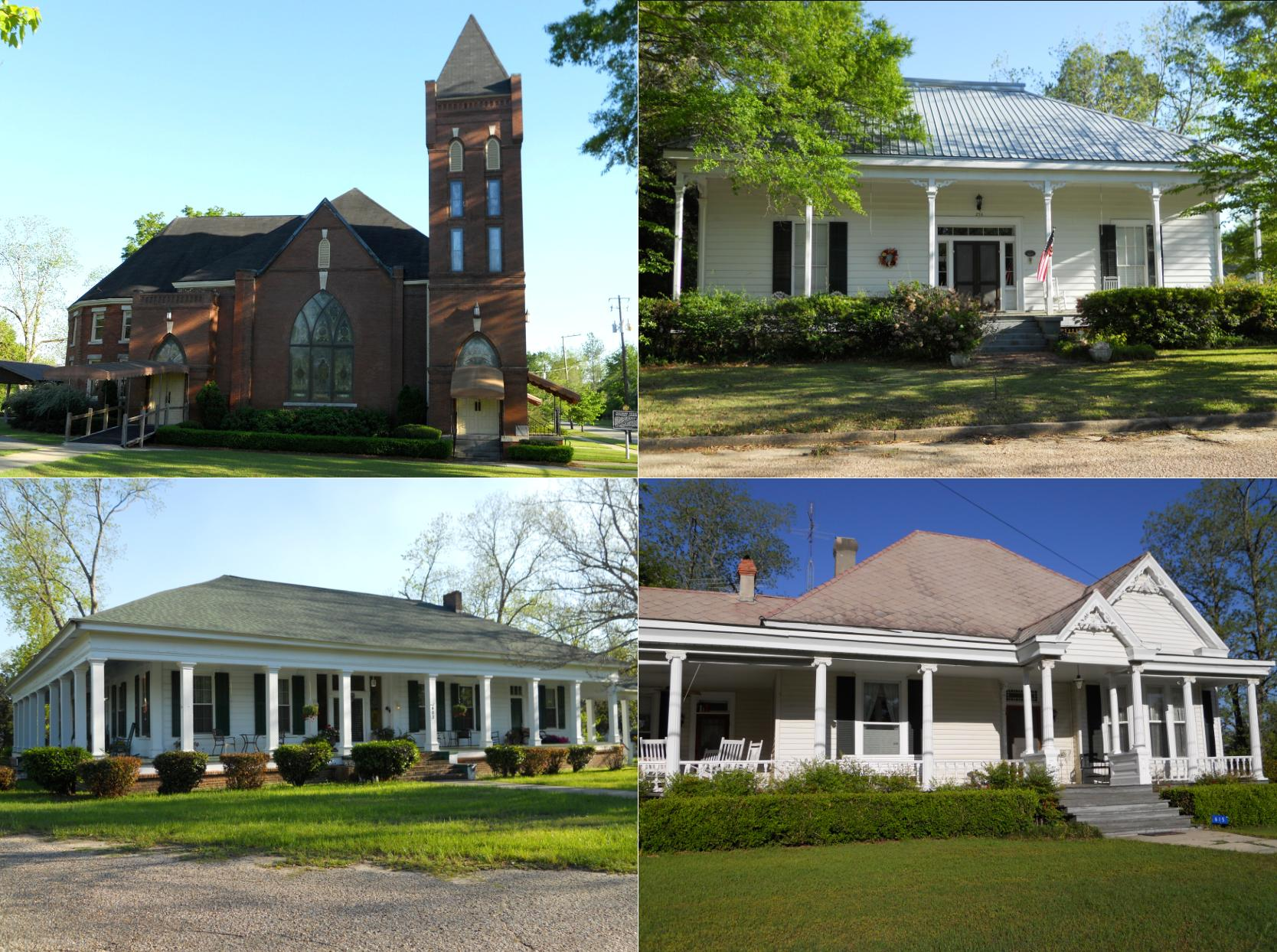
Історичний район Гертсборо був внесений до  Національниого реєстру історичних місць 19 жовтня 2009
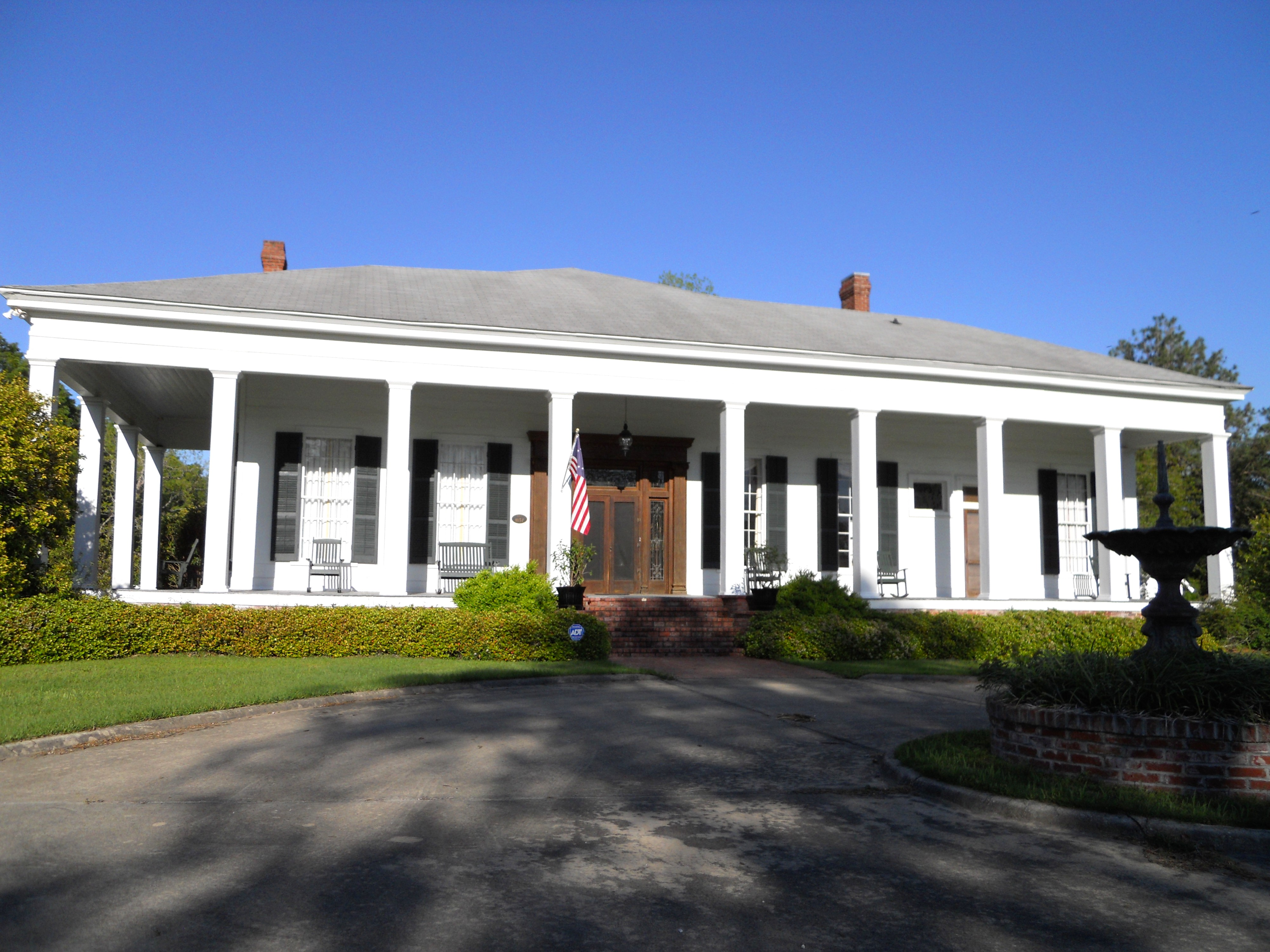
Дім Джоела Харта, побудований 1857. Внесений до  Національниого реєстру історичних місць 11 серпня 2005.
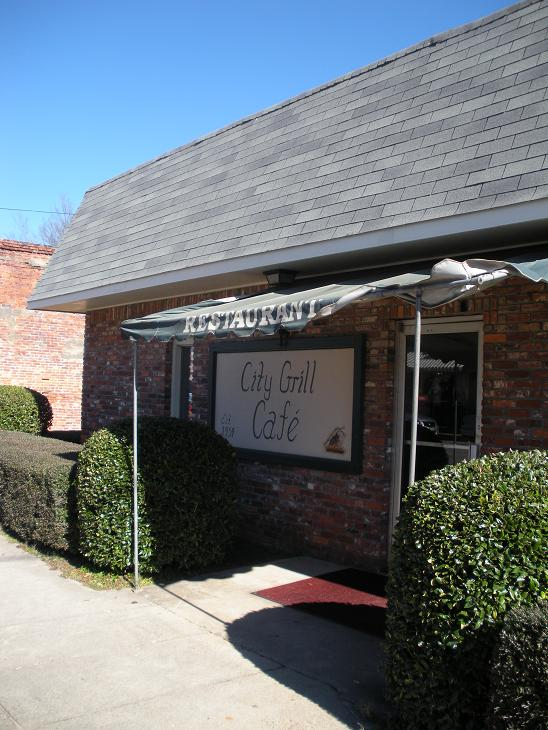
Міське кафе-гриль
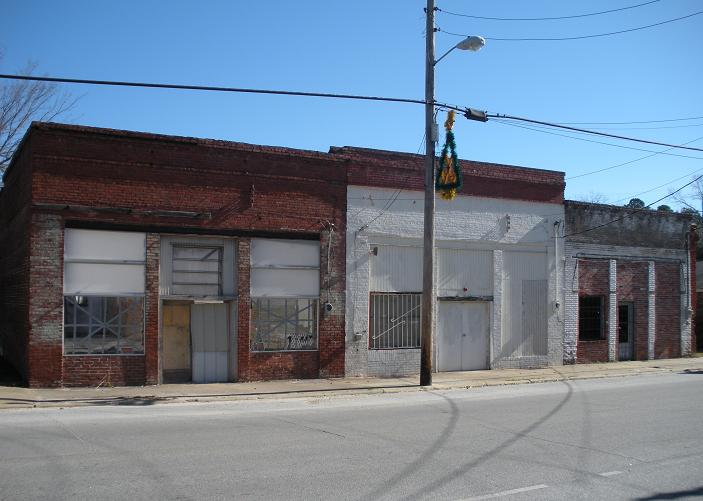
Старі будинки на головній вулиці